# Cardinale laico
Nella Chiesa cattolica romana, un "cardinale laico" era un cardinale che non aveva ricevuto gli ordini maggiori, cioè che non era mai stato ordinato diacono o prete.

## Storia e descrizione
Propriamente parlando, tali cardinali non erano ordinati diaconi né presbiteri, nemmeno possono considerarsi veri e propri laici, in quanto ricevevano gli "ordini" minori, pari alle congregazioni dei frati, o poiché, in effetti, a tutti loro era stato praticato il rito della tonsura, tramite il quale erano divenuti chierici. In aggiunta, costoro ricevevano gli ordini minori, che non impedivano di sposarsi o di vivere in un matrimonio precedentemente contratto: questa libertà fu sicuramente una delle ragioni per cui i cardinali che non avevano ricevuto gli ordini maggiori venivano comunemente chiamati cardinali "laici". 
L'equivoco è motivato anche dal fatto che, nell'opinione comune, si crede che il titolo di "cardinale" sia l'ordine successivo nella gerarchia cattolica a quello di "vescovo", il quale a sua volta è preceduto dal titolo di "prete", che è preceduto dal "diacono"; in realtà, la posizione di cardinale non è un ordine che può essere conferito, ma indica semplicemente un'alta posizione all'interno della Chiesa, cui sono connessi onori propri e specifici compiti. Infatti, contrariamente al Sacramento dell'Ordine - nei tre gradi di diaconato, presbiterato, episcopato - la dignità cardinalizia può essere revocata, come accaduto, per esempio, a Louis Billot - il quale ha rinunciato ad essa - e a Theodore Edgar McCarrick.
L'avvocato Teodolfo Mertel fu nominato cardinale da papa Pio IX nel 1858: non rimase cardinale laico a lungo, perché già nello stesso anno fu ordinato diacono. Quando morì, nel 1899, era l'ultimo cardinale non prete vivente.
Nel 1968 papa Paolo VI prese in considerazione l'ipotesi di nominare il filosofo cattolico francese Jacques Maritain cardinale laico.

## Cambiamenti nel diritto canonico
Il codice di diritto canonico del 1917 stabilì che solo coloro che erano preti o vescovi potessero divenire cardinali, ponendo ufficialmente termine al periodo storico in cui alcuni potevano divenire cardinali avendo ricevuto solo la prima tonsura e gli ordini minori.
La stessa norma è ripetuta nel codice del 1983, con l'aggiunta che coloro che non sono ancora vescovi debbano ricevere l'ordinazione episcopale. Talvolta comunque un prete che viene creato cardinale chiede e ottiene la dispensa dall'essere ordinato vescovo, come ad esempio è accaduto a Raniero Cantalamessa.
Con il motu proprio Ministeria quaedam del 15 agosto 1972 papa Paolo VI abolì il rito della prima tonsura e decretò che l'ingresso nella condizione di chierico si fissasse soltanto con il conferimento dell'ordine del diaconato.